# Leila Abashidze
Leila Abashidze (in georgiano ლეილა აბაშიძე?; Tbilisi, 1º agosto 1929 – Tbilisi, 8 aprile 2018) è stata un'attrice, regista e scrittrice georgiana. Venne insignita con le onorificenze di Artista Meritevole e Artista del popolo della Georgia, nonché dell'Ordine della Bandiera rossa del lavoro. Ottenne vari premi ai festival cinematografici europei e asiatici. Le è stata dedicata stella onoraria di fronte al cinema Rustaveli, in Rustaveli Avenue a Tbilisi. Durante la sua carriera fu considerata come la "Mary Pickford dell'URSS". Fu una delle attrici georgiane e sovietiche più popolari.

## Biografia
Nel 1951, Abashidze si diplomò all'Istituto teatrale Rustaveli di Tbilisi, in Georgia. Lavorò nello studio cinematografico "Georgian film" dal 1940 e divenne membro del sindacato dei direttori della fotografia dal 1958.
Debuttò sul grande schermo da bambina accanto a Nat'o Vachnadze in Kajana (1941), ma fu la commedia romantica di successo The Dragonfly (La libellula) nel 1954 a renderla popolare in tutta l'Unione Sovietica e in Europa. In seguito, apparve in un'altra commedia popolare, The Scrapper (1956) e recitò in varie altre commedie. Ottenne una parte nel dramma storico, Maia Tskneteli nel 1959, che fu acclamato dalla critica. Uno dei suoi maggiori successi fu la recitazione nel film drammatico Meeting Past  (Incontro con il passato) del 1966, che le consentì di essere premiata al Festival di Leningrado del 1968 come migliore attrice. Raggiunse una fama ancor più ampia dopo aver ottenuto un ruolo nella tragedia Khevisberi Gocha del 1964 e in una delle commedie romantiche più popolari dell'epoca sovietica, Meeting in Mountains (Incontro in montagna) del 1966.
Fu sceneggiatrice di Anticipation (1970) e Silence of Towers (1978). È stata regista, sceneggiatrice e attrice protagonista di Tbilisi-Paris-Tbilisi (1980).
L'8 aprile 2018 morì a causa di un ictus ischemico al cervello.

## Filmografia
- Kajana (1941)
- Golden Path (1945)
- Cradle of Poet (1947)
- Keto and Kote (1948)
- Spring in Sakeni (1951)
- They Came from Mountains (1954)
- The Dragonfly (1954)
- Our Courtyard (1956)
- The Scrapper (1956)
- Where is Your Happiness Mzia? (1959)
- Maia Tskneteli (1959)
- I Shall Dance (1963)
- Khevisberi Gocha (1964)
- Wreck (1965)
- Meeting Past (1966)
- Meeting in Mountains (1966)
- Anticipation (1969)
- The Right Hand of the Grand Master (Episode One) (1969)
- The Right Hand of the Grand Master (Episode Two) (1970)
- Walking in Tbilisi (1976)
- Cinema (1977)
- Tbilisi-Paris-Tbilisi (1980)
- Commotion (1986)
- Zvaraki (1990)